# عروسک پشت پرده (فیلم)
عروسک پشت پرده فیلمی به کارگردانی و نویسندگی مجید محسنی محصول سال ۱۳۳۹ است.

## خلاصه داستان
پسر جوانی که در خانوادهٔ مرفهی زندگی می‌کند وقتی پدر و مادرش را به سبب اختلافاتی در مرحلهٔ جدایی می‌بیند با یک سلسله ماجرا ترتیبی می‌دهد که آنها اختلافاتشان را فراموش کرده و زندگی تازه‌ای را در کنار هم شروع کنند.

## بازیگران
- مجید محسنی
- نصرت‌الله وحدت
- شهلا ریاحی
- تقی ظهوری
- همایون
- دلبر
- دلیله نمازی
- پرخیده
- رفیع حالتی
- حمید قنبری
- رقیه چهره‌آزاد
- مهوش
- ویگن